# Middleham
Middleham är en stad och en civil parish i North Yorkshire i England. Orten har 825 invånare (2011). Staden nämndes i Domedagsboken (Domesday Book) år 1086, och kallades då Medelai.